# 미얀마의 로마 가톨릭 교구 목록
미얀마(버마)의 로마 가톨릭 교구는 3개 관구에 3개 관구장좌 대교구와 12개 일반 교구로 구성된다

## 미얀마의 교구

### 만달레이 관구(Province of Mandalay)
- 만달레이 관구장좌 대교구( Archdiocese of Mandalay)
- 반마우 교구( Diocese of Banmaw)
- 하카 교구( Diocese of Hakha)
- 라시오 교구( Diocese of Lashio)
- 미치나 교구( Diocese of Myitkyina)

### 타웅지 관구(Province of Taunggyi)
- 타웅지 관구장좌 대교구( Archdiocese of Taunggyi)
- 켕텅 교구( Diocese of Kengtung)
- 로이코 교구( Diocese of Loikaw)
- 페콘 교구( Diocese of Pekhon)
- 타웅우 교구( Diocese of Taungngu)

### 양곤 관구(Province of Yangon)
- 양곤 관구장좌 대교구( Archdiocese of Yangon)
- 파안 교구( Diocese of Hpa-an)
- 모울메인 교구( Diocese of Mawlamyine)
- 파테인 교구( Diocese of Pathein)
- 피아이 교구( Diocese of Pyay)